# Someda
Someda è una frazione del comune di Moena, da cui dista circa 2 km, situata all'inizio della Val di Fassa, in Provincia di Trento.

## Geografia ed ambiente
L'abitato di Someda si sviluppa sul versante orografico destro del rio San Pellegrino, sulle pendici del gruppo dei Monzoni, in posizione panoramica sopra alla città di Moena ed diametralmente opposta alla frazione di Sorte.

## Origini del nome
L'origine del toponimo Someda potrebbe derivare da "sotto il Piz Meda", la cui vetta sovrasta la frazione.

## Monumenti e luoghi d'interesse
Someda è un tipico insediamento ladino, con la piazza principale circondata da case antiche con a fianco numerosi fienili (tabià) costruiti in legno, tra cui il Tabià della gnesa.

### Architetture religiose
- Chiesa dei Santi Rocco, Fabiano e Sebastiano. Già citata in un documento del 1538. Nel 1880 venne ampliata, ma appena tre anni dopo bruciò in un incendio. Nel 1911 venne ristrutturata nelle attuali forme neogotiche, con a lato il campanile a cuspide acuta ricoperta di scandole. L'interno ospita una pala d'altare realizzata da Valentino Rovisi con san Rocco (protettore della peste) e san Sebastiano. A fianco della porta gotica attraverso cui si accede alla sagrestia vi è una tavola dipinta con l'effige di san Rocco.

### Architetture militari
A poca distanza dall'abitato, sulla strada pedonale che conduce agli impianti di risalita dell'Alpe Lusia, si trove il forte Someda, costruito nel 1898 dall'esercito austro-ungarico quale sbarramento militare contro il Regno d'Italia.

### Architetture civili
Presso l'ex stalla della Nenola è stata allestita una mostra-museo di cimeli e residuati bellici rinvenuti sul fronte della prima guerra mondiale.

### Altro
Attraverso il sentiero 620 è possibile salire a Pianac, da cui si accede alla Val dal Vent fino al Piz Meda in circa tre ore; la vetta posta a 2200 m s.l.m. offre una spettacolare vista su tutta la val di Fassa, il Latemar e il Catinaccio.